# Calliandra stipulacea
Calliandra stipulacea är en ärtväxtart som beskrevs av George Bentham. Calliandra stipulacea ingår i släktet Calliandra och familjen ärtväxter. Inga underarter finns listade i Catalogue of Life.